# 平日下午3點的戀人
《平日下午3點的戀人》（韓語：평일 오후 세시의 연인），為韓國Channel A於2019年7月5日起播出的金土連續劇，由《隱藏身份》的金廷珉導演與《就算愛也沒關係》的劉素貞作家合作打造。此劇改編自2014年日劇《晝顏～平日午後3點的戀人們～》，講述平凡的女主角在遇上了秀雅後，漸漸被引導到不倫之路，兩人互相幫助彼此外遇的故事。

## 演員陣容

### 主要人物
| 演員   | 角色   | 介紹 |
| 朴河宣 | 孫智恩 | 過着平凡無聊生活的主婦，偶然間隔壁搬來了一個有著完美外表，但隱藏著不倫祕密的另一個家庭主婦秀雅。她雖然不能理解擁有一切的秀雅為何要出軌，但是在自己眼前也經常出現令她注目的男人正宇，令她陷入混亂的感情中。                         |
| 李相燁 | 尹正宇 | 大安學校生物教師。三年前，他的妻子前往美國留學。這時，去作證秀雅婚外情的智恩在警察局前暈倒後，他把智恩送到醫院。之後，因互相知道了對方已婚的事實後而沒有太多交集，但是他繼續很關心智恩，在機場迎接回國的妻子時，也毫無喜悅的感覺。 |
| 芮智媛 | 崔秀雅 | 喜歡與初次見面的人談天的女子，在平日下午3點到5點，為了治癒疲憊的身體和心靈，是她出軌的時間。搬到智恩旁後，她的丈夫邀請畫家河允參與自己家的家庭聚會。河允和她的女兒一起畫了一幅畫，與之前的男人不同，她被河允深深吸引。             |
| 趙東赫 | 都河允 | 長期處於低谷的畫家，最終他與未能走出低谷的妻子離婚。後來，某出版社委託他繪製出一本關於婚外戀的書的插圖，他接受了這個提議，並參加出版社社長的家庭聚會，第一次與秀雅見面。                                                           |

### 女子的丈夫
| 演員   | 角色   | 介紹 |
| 鄭尚勳 | 陳昌國 | 區廳社會福利科長，智恩的丈夫，對智恩抱持一貫不關心的態度。除了不願與妻子同床睡覺外，在智恩生病時，他卻更在意自己的寵物鸚鵡。 |
| 崔秉默 | 李英在 | 秀雅的丈夫，出生於富裕之家，被稱為出版界的富戶，是成功的業界巨頭。                                                           |

### 男子的妻子
| 演員   | 角色   | 介紹                                 |
| 柳亞伯 | 盧敏英 | 正宇的妻子，韓國大學生物學助理教授。 |
| 柳瑞真 | 金繽娜 | 河允的前妻，藝苑美術館館長。         |

### 超級市場
| 演員   | 角色       | 介紹 |
| 黃石正 | Clara Shim | 智恩在超市裡的前輩，到55歲時仍未婚，但她依然抱有結婚的夢想，不斷為外貌投資。                                                                               |
| 黃汀旼 | 羅順子     | 智恩的超市前輩，性格寬厚，每次都照顧智恩，與Clara不和. |
| 吴东旻 | 姜哲       | 秀雅的前情夫，在江南區的連鎖健身中心裏是明星級健身教練。對他來說，秀雅遠超其他有錢的貴婦，雖然是比自己大10歲但無所謂，和她在下午3至5點之間享受了祕密約會。 |

### 女子的家族
| 演員   | 角色   | 介紹 |
| 金美京 | 羅愛子 | 智恩的婆婆，40歲時因丈夫出軌而離婚，其後在餐廳工作，一直陪伴獨生子昌國成長。雖然嘴上常說把兒媳婦當成女兒，但是經常對智恩說難聽的話。 |
| 申秀妍 | 李雅珍 | 秀雅的大女兒，中學生，目睹了大人的婚外情。專業是芭蕾，但功課也不錯。                                                                 |
| 沈惠妍 | 李雅藍 | 秀雅的小女兒，幼稚園生。 |

### 出版社
| 演員   | 角色   | 介紹                                   |
| 金英俊 | 黃英俊 | 英在經營的出版社「活字的夢想」總編輯。 |
| 李允秀 | 韓尚恩 | 出版社的職員。                         |

### 其他人物
| 演員   | 角色   | 介紹                 |
| 朴旻智 | 高允雅 | 區廳實習公務員。     |
| 鄭藝珍 | 鮮于珍妮 | 畫家兼美術館策展人。 |
| 申原昊 | 朴智民 | 正宇生物社團的學生。 |

## 收視率
| 集數       | 播出日期   | AGB收視率        | AGB收視率      |
| 集數       | 播出日期   | 大韓民國（全國） | 首爾（首都圈） |
| ---------- | ---------- | ---------------- | -------------- |
| 1          | 2019/07/05 | 0.868%           |                |
| 2          | 2019/07/06 | 0.980%           |                |
| 3          | 2019/07/12 | 0.960%           |                |
| 4          | 2019/07/13 | 1.004%           |                |
| 5          | 2019/07/19 | 1.090%           |                |
| 6          | 2019/07/20 | 1.048%           |                |
| 7          | 2019/07/26 | 1.791%           |                |
| 8          | 2019/07/27 | 1.431%           |                |
| 9          | 2019/08/02 | 1.851%           |                |
| 10         | 2019/08/03 | 1.640%           |                |
| 11         | 2019/08/09 | 2.040%           |                |
| 12         | 2019/08/10 | 2.113%           | 2.536%         |
| 13         | 2019/08/16 | 1.951%           |                |
| 14         | 2019/08/17 | 1.801%           |                |
| 15         | 2019/08/23 | 2.118%           |                |
| 16         | 2019/08/24 | 1.957%           | 2.276%         |
| 平均收視率 | 平均收視率 | 1.540%           | －             |

- 收視最低的集數以藍色表示，收視最高的集數以紅色表示，而空格則表示該集的收視沒有相關數據。

## 同時段競爭作品
- JTBC 金土連續劇：《輔佐官–改變世界的人們》、《Melo體質》

## 外部連結
- 韓國Channel A官方網站 （页面存档备份，存于）

| Channel A 金土劇                              | Channel A 金土劇                                   | Channel A 金土劇 |
| --------------------------------------------- | -------------------------------------------------- | ---------------- |
|                                               | 平日下午3點的戀人 （2019年7月5日 - 2019年8月24日） |                  |
| 拜託了咖啡 （2018年12月1日 - 2018年12月30日） | Touch （2020年1月3日 - 2020年2月）                 |                  |

| 新加坡 E樂 星期六 22:00-00:15     | 新加坡 E樂 星期六 22:00-00:15                            | 新加坡 E樂 星期六 22:00-00:15 |
| --------------------------------- | -------------------------------------------------------- | ----------------------------- |
|                                   | 平日下午3點的戀人 (2020年4月4日-5月30日*4月11日暫停播映) |                               |
| 絕對達令 （2020年2月1日-3月28日） | —                                                        |                               |